# Kenia-Schmetterlingsfledermaus
Die Kenia-Schmetterlingsfledermaus (Glauconycteris kenyacola) ist eine Fledermaus mit einem begrenzten Verbreitungsgebiet in Ostafrika. Seit der Erstbeschreibung der Art durch Randolph L. Peterson im Jahr 1982 wurden keine weiteren Exemplare gefunden.
Der Artzusatz im wissenschaftlichen Namen ist aus der geografischen Bezeichnung Kenya (Kenia) und der lateinischen Endung -cola (bewohnt) zusammengesetzt.

## Merkmale
Das Typusexemplar hat eine Kopf-Rumpf-Länge von 49 mm, einen gleichlangen Schwanz sowie ein Gewicht von 7 g. Die Länge der Unterarme liegt bei 40,5 mm, die Hinterfüße sind 10 mm lang und die Ohren erreichen 13 mm Länge. Auf der Oberseite ist sepiabraunes Fell mit einem helleren Kopf sowie mit einem hellen Fleck auf jeder Schulter und hellen Streifen an den Seiten vorhanden. Die Unterseite ist von hellerem Fell bedeckt. Typisch für den Kopf sind weiße Haare an der Nase und weiße Stellen vor sowie hinter den Ohren. Die Art hat abgerundete Ohren, die nicht miteinander verbunden sind. Bei der Kenia-Schmetterlingsfledermaus sind kleine Augen und hellbraune Flughäute mit schwarzbraunen Stellen an den Fingerknochen vorhanden. Die Schwanzflughaut der Art ist etwas dunkler. Im Unterkiefer haben die Schneidezähne drei Höcker.

## Verbreitung
Exemplare sind nur von der Provinz Coast im Südosten Kenias bekannt. Vermutlich leben die Tiere in Wäldern. Weitere Angaben zum Verhalten fehlen. Im Umfeld des Fundplatzes leben auch die Silberne Schmetterlingsfledermaus (Glauconycteris argentata) und die Genetzte Schmetterlingsfledermaus (Glauconycteris variegata).

## Gefährdung
Es liegen keine Informationen zur Populationsgröße und zu möglichen Bedrohungen vor. Die IUCN listet die Art mit ungenügende Datenlage (data deficient).